# Christine Larsen
Pour les articles homonymes, voir Larsen.
Christine Larsen, née le 15 janvier 1967 à Coquitlam, est une pratiquante de natation synchronisée canadienne.

## Carrière
Lors des Jeux olympiques de 1996 à Atlanta, Christine Larsen remporte la médaille d'argent olympique par équipes avec Sylvie Fréchette, Karen Clark, Janice Bremner, Karen Fonteyne, Erin Woodley, Cari Read, Lisa Alexander, Valérie Hould-Marchand et Kasia Kulesza,.